# Isaac Horowitz
Pour les articles homonymes, voir Horowitz.
Isaac Horowitz (15 décembre 1920 - 2005) est un scientifique qui contribue significativement à l'automatique par la théorie du contrôle. Il développe et défend la théorie quantitative de la rétroaction qui, pour la première fois, introduit une combinaison formelle de la méthodologie fréquentielle fondée par Hendrik Wade Bode avec des considérations sur l'incertitude.

## Biographie
Isaac Horowitz est né à Safed en Israël dans une famille de onze frères et sœurs. Sa famille part pour New York lorsqu'il a cinq ans puis s'installe à Winnipeg au Canada.
Il travaille comme comptable durant ses études à l'université du Manitoba, de 1938 à 1944. Il y obtient son B.Sc. (Baccalauréat universitaire ès sciences) en mathématiques et physique. Il travaille ensuite pendant un an comme ingénieur en radiosonde pour les services météorologiques canadiens. En 1948, il reçoit son B.Sc en génie électrique au MIT, après quoi il sert deux ans comme ingénieur-officier dans l'armée israélienne. Il retourne à Winnipeg de 1950 à 1951, où il est concepteur pour Halross Instruments.
De 1951 à 1956, il est instructeur et étudiant du troisième cycle à l'Université polytechnique de New York. Sa première thèse s'intitule Push-Pull Split Feedback Magnetic Amplifier et sa seconde Active Network Synthesis lui vaut le prix de la meilleure publication de l'année 1956 à la conférence nationale sur l'électronique. Durant les deux années qui suivent cette publication, il est assistant-professeur au Polytechnic Institute of Brooklyn et chercheur au Microwave Research Institute (en). De 1958 à 1962, il est membre du Hughes Research Labs (en) puis, de 1964 à 1966, il travaille dans la division guidage et contrôle de la Hughes Aircraft Company tout en étant professeur adjoint au département génie électrique de Caltech. L'année suivante il devient professeur au département génie électrique de l'université de New York avant de partir pour six années à l'université du Colorado.
À partir de 1969, il est nommé à la chaire Cohen en mathématiques appliquées de l'institut Weizmann en Israël et y devient professeur émérite en 1985. Durant cette période il est également consultant pour l'industrie aéronautique israélienne.
De 1985 à 1991, il enseigne au département génie électrique de l'université de Californie et y devient professeur émérite en 1991. Pendant cette période il est consultant au Flight Dynamics Lab de l'Air Force Institute of Technology dans l'Ohio. Sa dernière nomination est au département de génie mécanique de l'Université du Witwatersrand en 1993.